# 疏脉山香圆
疏脉山香圆（学名：Turpinia indochinensis）是省沽油科山香圆属的植物。分布在越南以及中国大陆的云南、海南等地，生长于海拔78米至1,300米的地区，一般生长在山地林中，目前尚未由人工引种栽培。
其种加词“indochinensis”意为“印度支那的”。
现接受名为[[]]（Staphylea indochinensis (Merr.) Byng & Christenh., 2018）。

## 别名
大叶山香圆